# Óláfsdrápa Tryggvasonar

Óláfsdrápa Tryggvasonar (« Le drápa [poème] d'Óláfr Tryggvason » en français) est un poème scaldique islandais. Composé autour de 1200, le poème relate la vie du roi de Norvège Olaf Tryggvason, ayant vécu au Xe siècle, depuis son éducation en Russie jusqu'à sa mort à la bataille de Svolder. Il nous est parvenu au travers du Bergsbók.